# 拉巴克克里克 (密蘇里州)
拉巴克克里克（英語：LaBarque Creek）是位於美國密蘇里州傑佛遜縣的普查規定居民點。

## 人口
根據2020年美國人口普查的數據，拉巴克克里克的面積為45.68平方千米，當中陸地面積為45.50平方千米，而水域面積為0.18平方千米。當地共有人口1658人，而人口密度為每平方千米36.3人。